# Quincaller
Els quincallers o murris (en castellà mercheros) són un grup social o ètnia tradicionalment nòmada documentats a la península ibèrica des del segle xvii.
Al principat de Catalunya es coneixien com a murris els vagabunds que circulaven en colla, amb dones i fills, vivint, del que robaven, del contraban i de les almoines dels monestirs i els grans casals. A Madrid, Castella i Lleó, Astúries, Cantàbria i País Basc, es coneixen com a mercheros o també «quinquis», expressió derivada de «quincallers», és a dir, persones que es dediquen a la quincalleria. D'aquesta activitat tradicional, la venda o tractament de quincalla (coses de metall barat), la paraula quinqui ha passat en el córrer del temps a la llengua comuna com a sinònim de delinqüent o de persona de mal aspecte, raó per la qual els mercheros la consideren despectiva. No tenen caps ni autoritats en les seves comunitats, encara que posseeixen costums en molts aspectes similars a les tradicionals gitanes, malgrat no compartir amb aquests el seu origen ètnic. No obstant això, altres autors creuen que són aquelles persones de pare gitano i mare d'una altra ètnia o raça (mestissos). Els mercheros han tingut un elevat índex d'endogàmia, constituint-se com un grup propi.

## Població
S'estima aproximadament en unes 150.000 persones. Molts d'ells semblen haver usat una llengua criolla pròpia, o tal vegada un pidgin, anomenat quinqui o romanó, que té similitud amb l'erromintxela. Els mercheros utilitzen els termes jichos o julais, per a referir-se a les persones no mercheres.
Els mercheros en general són de rostre clar àdhuc torrat pel sol per la seva forma de vida adobada, de pòmuls pronunciats i trets amplis, amb freqüència de cabells bruns castanys i d'ulls foscos. En general predominen més els de pèl fosc, negre, i rostre fosc i ulls foscos, i són d'alçada més aviat baixa.
Antiga i actualment la majoria de mercheros solien portar un anell d'or o una cadena d'or, o totes dues joies alhora, sobretot en moments i dies festius. Normalment aquestes joies són regalades o heretades de l'avi, pare, mare, germà, etc. La seva música és flamenca de l'època en general.
La seva manera de vida i part del lèxic usat per ells és similar al dels kalderash d'Europa oriental que parlen una forma de romaní valac. I igualment tenen similituds socials amb altres grups socials europeus, tradicionalment seminòmades, com els yeniches d'Europa central o els tinkers d'Irlanda.

## Ocupacions tradicionals
El treball amb objectes de metall era un dels oficis tradicionals més estès entre els nòmades mercheros, així com l'artesania dels metalls: calderers, llauners, quincalleros (quinquis', de quincallers o venedors de quincalla, coses de metall barat, és una paraula que ha passat a la llengua comuna com a sinònim de delinqüent o de persona de mal aspecte).
Ancestralment l'ofici més general del grup humà nòmada merchero era l'artesania dels metalls: calderers, llauners, quincallers, fabricar objectes de caldereria i arreglar-los estañando o reblant, també fer joieria de bijuteria i altres arranjaments com arreglar bases de cadires, reparar paraigües, fer roses i molinets de vent de paper, etc. En l'actualitat exerceixen qualsevol ofici, però són bastant comuns els ferrovellers, venedors ambulants i firaires.

## Història
No se sap molt sobre l'origen dels mercheros. La realitat és que els mercheros existeixen des d'almenys més de 20 generacions situant-se en l'època renaixentista. Seguidament, les hipòtesis que s'han donat sobre aquest grup humà: 
- Descendents dels vikings arribats a Espanya després de l'any 879.
- Descendents d'un grup de calderers estrangers arribats d'Europa, marcat en els llibres hispans en 1449.
- Descendents de pagesos espanyols que van abandonar les seves terres en l'època medieval.
- Descendents dels fills i famílies de condemnats a galeres o transportats per la Santa Hermandad per algunes regions de la geografia, i que constituïen veritables seguicis de famílies destituïdes els quals seguien de forma semitranshumant, i esperaven per llargs temps mentre visitaven i es donaven mutu suport.
- Descendents o els mateixos (sinti, monuches, manush).
- Descendents de la mescla de nòmades calderers europeus i pagesos.
- Espanyols, però d'origen morisc.
- Descendents dels nòmades yeniches d'Alemanya i Europa oriental, o dels nòmades irish travellers (pavee, minceirs) d'Irlanda….

Se'ls arriba a denominar andarríos o vagabundos de Castilla.
Altres hipòtesis afirmen que procedeixen de la Europa central, o bé que en origen van ser pagesos espanyols que van canviar d'activitat per qüestions de supervivència durant el segle xvi. Finalment, s'apunta al fet que són producte d'una mescla de tot l'anterior.
El terme merchera també designava a les dones que es dedicaven a un procediment de robatori, la mercha, que consisteix a amagar-se el robat entre les robes i el cos, normalment peces o menjar.
Els mercheros, no obstant això, no són gitanos ni paios; han tingut un elevat índex d'endogàmia i són una ètnia única i pròpia que prové d'herència. No obstant això, altres autors creuen que són aquelles persones de pare gitano i mare d'una altra ètnia o raça o a l'inrevés ("Mestís"); en realitat, els mercheros són d'ètnia diferent heretada a través de pares mercheros, avis mercheros i així successivament.
Els quinquis, en canvi, no es troben a si mateixos fora dels límits geogràfics d'Espanya i estan segurament relacionats amb els tinkers d'Irlanda; abunden principalment a Irlanda i Escòcia, manouches francesos i amb els diferents grups sinti d'Alemanya i Itàlia. A diferència dels gitanos, que van entrar a Espanya cap als ss. XIV-XV, els mercheros ho van fer des d'Europa, en la segona meitat del s. XV. El seu territori de transhumància era sobretot la meitat nord d'Espanya, des de Galícia al nord d'Extremadura. Tenien una parla pròpia, es creu que un castellà amb trets arcaics i poques paraules semblants però no iguals a les del caló i la germania, per la qual cosa la seva llengua pot considerar-se un parla criollizada amb diverses influències lèxiques. En l'enciclopèdia de llengües del món de Ethnologue, el "quinqui" és considerat com a llengua "sense classificar". Els préstecs només demostren que hi ha o va haver-hi contacte amb les llengües citades.
En la cultura merchera es valora especialment l'orgull, l'audàcia i s'aprova el caràcter desconfiat, en particular el rebuig dels qui s'aprofiten de les persones més febles, així com es denigra fortament als delators. Igualment, entre els valors tradicionals està el respecte als ancians.
En la dècada de 1950, durant la dictadura de Francisco Franco, van ser forçats a sedentaritzar-se i, com els gitanos, van formar barris de barraques en la perifèria de les grans ciutats. La comunitat actual de mercheros més importants es troba a Lleó, Valladolid, Madrid, Astúries, País Basc, Galícia i Barcelona.

## Mercheros coneguts
El merchero més cèlebre és Eleuterio Sánchez Rodríguez, alias El Lute, presentat per les autoritats en la dècada de 1960 com a enemic públic número u. D'Eleuterio Sánchez procedeixen algunes de les escasses informacions existents sobre els mercheros i la seva manera de vida.
En data recent, María Remedios García presenta la seva novel·la autobiogràfica en la qual conta les seves experiències com a merchera. És filla de Pedro Pardo Romero (a) El Peleas, parent d' El Lute i assassinat per ETA.
Zaira Romero,actriu de la pel·lícula Carmen y Lola.